# Stazione meteorologica di Montevarchi
La stazione meteorologica di Montevarchi è la stazione meteorologica relativa alla città di Montevarchi.

## Coordinate geografiche
La stazione meteo è situata nell'Italia centrale, in Toscana, in provincia di Arezzo, nel comune di Montevarchi a 163 metri s.l.m. e alle coordinate geografiche 43°31′N 11°34′E.

## Dati climatologici
In base alla media trentennale di riferimento (1961-1990), la temperatura media del mese più freddo, gennaio, si attesta a +4,5 °C; quella del mese più caldo, luglio è di +23,9 °C . 
| MONTEVARCHI        | Mesi | Mesi | Mesi | Mesi | Mesi | Mesi | Mesi | Mesi | Mesi | Mesi | Mesi | Mesi | Stagioni | Stagioni | Stagioni | Stagioni | Anno |
| MONTEVARCHI        | Gen  | Feb  | Mar  | Apr  | Mag  | Giu  | Lug  | Ago  | Set  | Ott  | Nov  | Dic  | Inv      | Pri      | Est      | Aut      | Anno |
| ------------------ | ---- | ---- | ---- | ---- | ---- | ---- | ---- | ---- | ---- | ---- | ---- | ---- | -------- | -------- | -------- | -------- | ---- |
| T. max. media (°C) | 8,2  | 10,4 | 14,5 | 18,5 | 22,5 | 27,2 | 30,9 | 30,1 | 26,1 | 19,5 | 13,6 | 9,3  | 9,3      | 18,5     | 29,4     | 19,7     | 19,2 |
| T. min. media (°C) | 0,9  | 1,8  | 4,3  | 7,3  | 11,1 | 14,6 | 16,8 | 16,4 | 13,9 | 9,6  | 5,0  | 1,8  | 1,5      | 7,6      | 15,9     | 9,5      | 8,6  |